# Christian Juel (matematiker)
 Der er flere personer med dette navn, se Christian Juel.
Christian Sophus Juel (født 25. januar 1855 i Randers, død 24. januar 1935 i København) var en dansk matematiker. 
Juel blev student i 1876, tog i 1879 magisterkonferensen og i 1885 doktorgraden i matematik og vandt i 1881 Universitets guldmedalje. I 1894 ansattes han ved Polyteknisk Læreanstalt som docent i matematik for kemikerne, og i 1907 overtog han sammesteds et nyoprettet professorat i rationel mekanik. I 1901 optog Videnskabernes Selskab ham som medlem. Han fungerede som censor ved skoleembedseksamen og ved den afsluttende prøve for lærere og lærerinder i folkeskolen. 
Juel har i sin videnskabelige produktion, der er præget af skarp logisk sans og videnskabeligt overblik, overvejende behandlet rent geometriske emner, men tillige vist sig som en meget alsidig matematiker. Hans hovedarbejde er en undersøgelse af reelle kurver og flader, som er underkastede visse almindelige betingelser, men ikke behøver at være analytisk fremstillelige. Det vises her, at forskellige egenskaber ved algebraiske kurver og flader ikke er knyttede til den algebraiske karakter. 
Juel er forfatter af adskillige lærebøger til brug i skoler og ved Polyteknisk Læreanstalt, deriblandt en i rationel mekanik; hans lærebøger i stereometri indledes med en præcision af de forudsætninger, hvorpå geometrien bygges op. Juels afhandling findes i Nyt Tidsskrift for Matematik, hvis redaktør han var fra 1890 til 1915, Mathematische Annalen, Acta matematica, Jahresbericht der deutschen Mathematiker-Vereinigung og Videnskabernes Selskabs Skrifter. 
Juel fratrådte professoratet i 1925 og opgav i 1926 hvervet som censor ved seminarierne, hvilket han under megen påskønnelse havde røgtet i 25 år. På hans 70 års fødselsdag overrakte kolleger ham et festskrift, og han udnævntes kort efter til æresmedlem af Matematisk Forening. Det finske og det norske Videnskabernes Selskab har optaget ham som medlem (henholdsvis i 1922 og i 1925). 
Af hans afhandlinger i de sidste år, der overvejende behandler ikke-analytiske kurver og flader, kan nævnes Eine Studie über von Staudts Geometri der Lage (Beretning om matematikerkongressen i Helsingfors i 1922), og Über die Kongruenz zweiten Grades und die Kummersche Fläche (Acta mathematica, bind 49); i den sidste vises, hvorledes man ud fra forudsætninger, der alle hører til den projektive analysis situs, kommer til den algebraiske kongruens.
Juel blev Ridder af Dannebrog i 1913 og Dannebrogsmand i 1921. 
Han er begravet på Bispebjerg Kirkegård.